# Metro v Chicagu

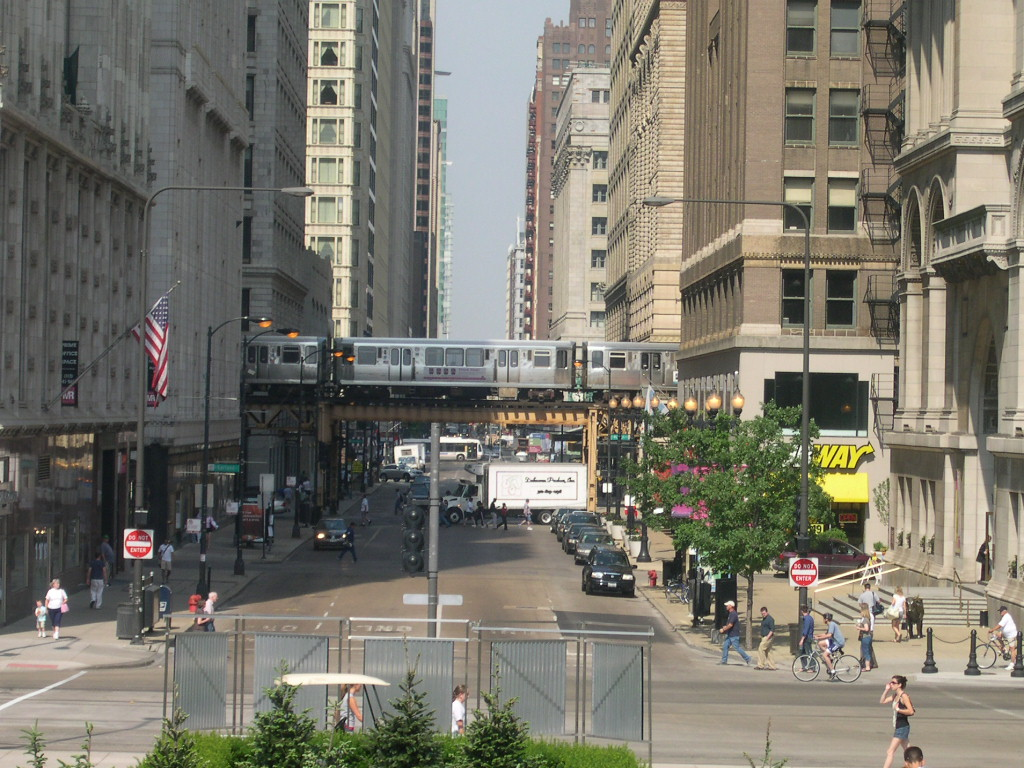
Typický pohled na nadzemku ve finančním centru města (The Loop)

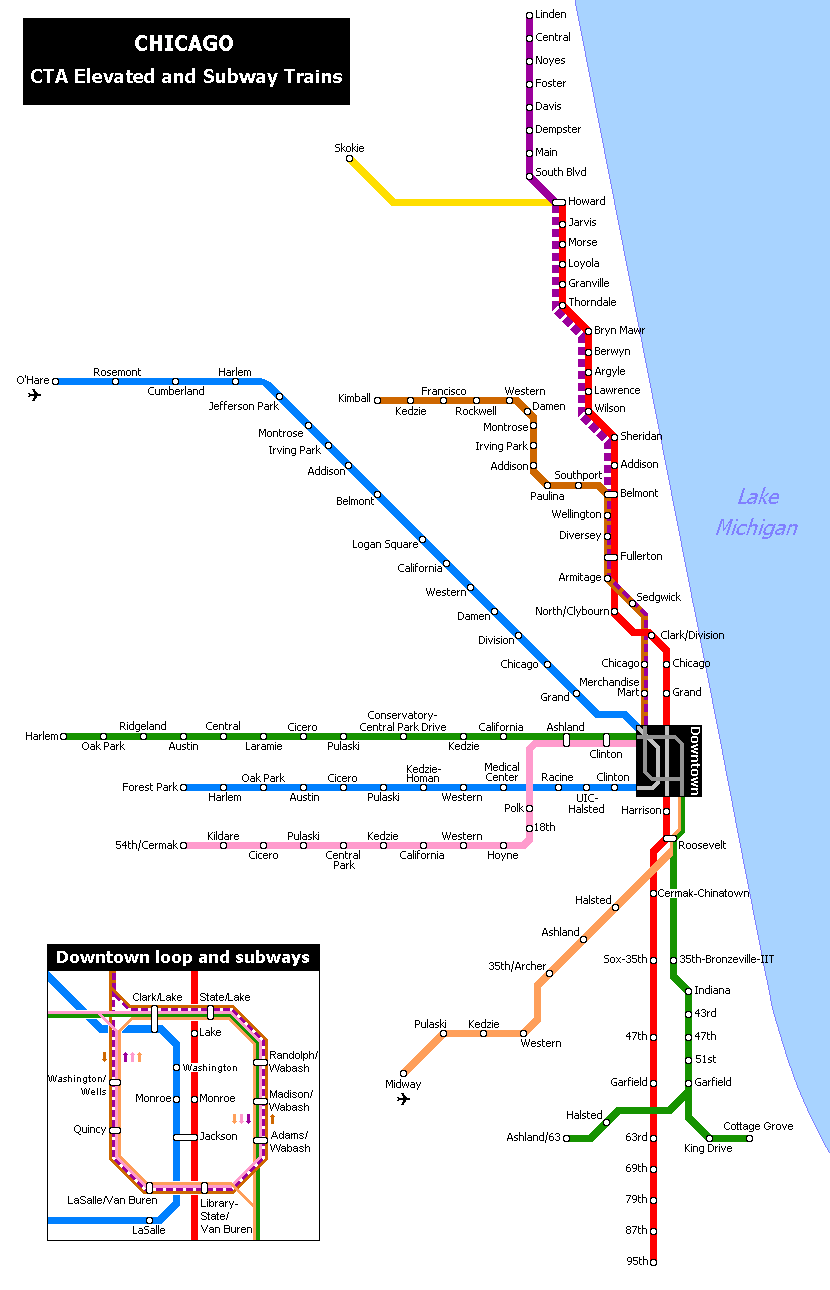
Mapa sítě

Metro v Chicagu je systém podzemní a nadzemní dráhy. Celá síť sestává z 8 linek označených barvami, z nichž dvě nejvytíženější (červená a modrá) fungují 24 hodin denně. Metro je provozováno společností Chicago Transit Authority (CTA) a slouží obyvatelům města Chicago a osmi nejbližším předměstím. Za běžný pracovní den jej využije průměrně na 658 524 lidí.
Systém je podzemní jen z 15%, ze 60% je nadzemní (odtud přezdívka El – elevated – nadzemní) a zbylých 25% trati vede po zemi (včetně přejezdů přes ulice – například Hnědá linka mezi stanicemi Western a Kimball). V centru je systém převážně podzemí, kolem centra a na bližších předměstích je nadzemí.

## Linky
- █ Červená – nejvyužívanější linka vedoucí v severo-jižním směru a prochází centrem. Funguje 24 hodin denně 7 dní v týdnu.
- █ Modrá – druhá nejvyužívanější linka, z velké části nadzemní, vede z mezinárodního letiště O'Hare jihovýchodně do centra, kde se pak stáčí a vede jihozápadně. Stejně jako červená linka operuje 24 hodin denně 7 dní v týdnu.
- █ Zelená – vede ze západu, prochází centrem (Chicago Loop) a dále pokračuje na jih. Je úplně celá nadzemní.
- █ Hnědá
- █ Oranžová
- █ Růžová
- █ Fialová
- █ Žlutá